# Ford Verve
La Ford Verve è un prototipo di una vettura compatta sviluppata dalla casa automobilistica statunitense Ford come base per la sesta generazione della Fiesta. Venne presentato al Salone di Francoforte del 2007. Nel tempo, oltre alla versione hatchback 3 porte, venne presentata la berlina 3 volumi.

## Il contesto
La Verve due volumi, presentata al Salone di Francoforte del 2007, adattava su un corpo vettura due volumi gli stilemi del kinetic design introdotti dalla Iosis nel 2005.
Martin Smith, direttore esecutivo del centro stile Ford of Europe, descrisse il prototipo come "una dichiarazione chic, moderna e individualistica per una generazione sofisticata, tecnologica e rivolta alla moda". Il design venne sviluppato presso gli studi di Dunton in Inghilterra e Colonia in Germania.

## Profilo e design
Gli interni erano in pelle, mentre la plancia presentava la particolarità di avere uno schermo LCD integrato e un tastierino ispirato a quello di un cellulare.

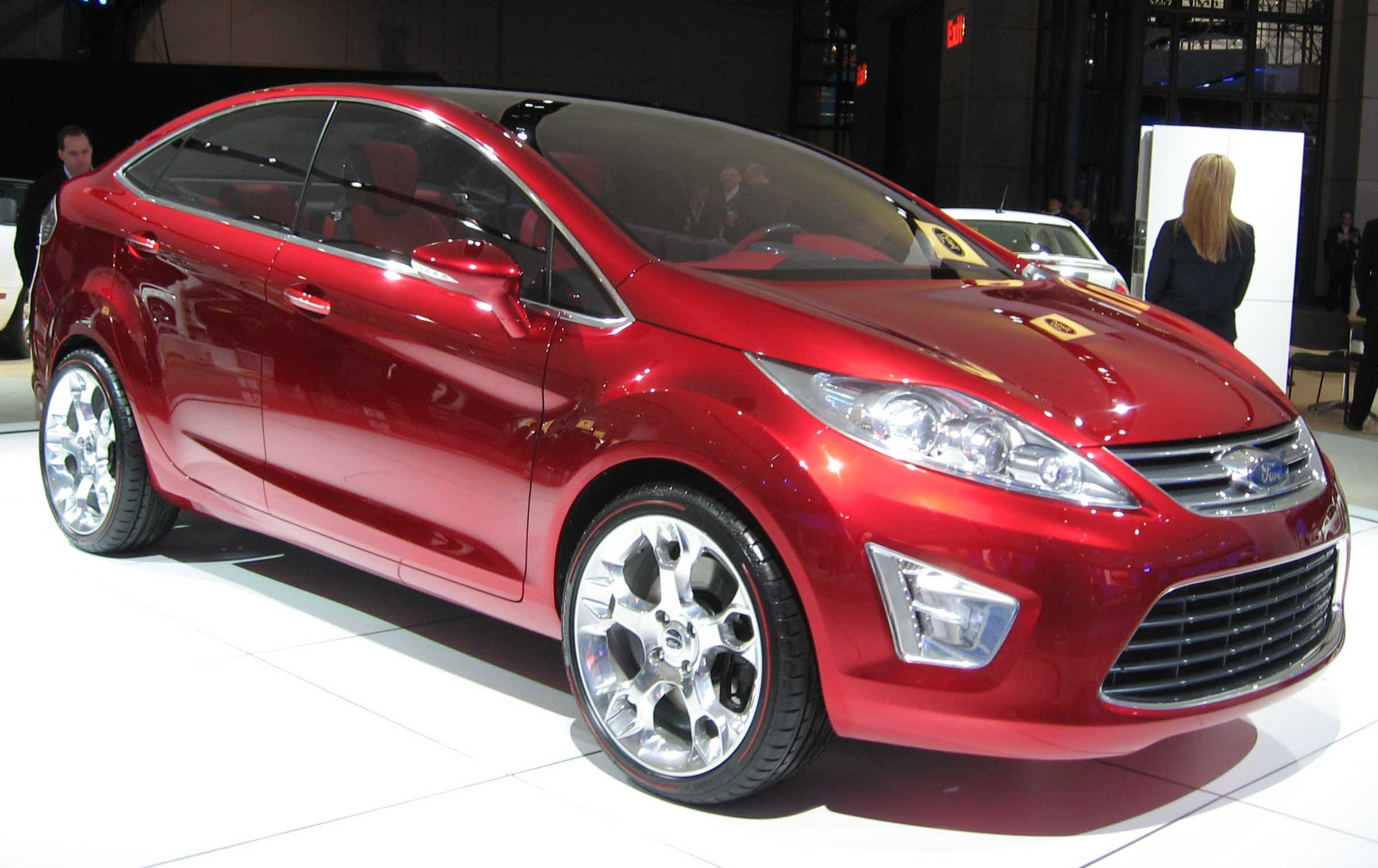
Ford Verve in versione a 4 porte del 2008

All'esterno il prototipo era dotato di tetto panoramico, vetri laterali oscurati senza montante centrale, fari a LED, spoiler ed estrattore cromato con scarichi integrati. I cerchi in lega erano cromati da 18" con 12 razze.
Il 19 novembre 2007 a Canton, la Ford presentò la seconda variante, cioè una berlina 4 porte dal color uva rappresentante il modello da porre in vendita nei mercati emergenti.
L'ultimo prototipo Verve venne svelato al salone di Detroit nel gennaio 2008. Essa riprendeva le medesime linee della berlina 4 porte presentata qualche mese prima, ad eccezione del frontale caratterizzato da una mascherina differente con tre barre cromate, fanali più appuntiti e una presa d'aria trapezoidale collocata più in basso.